# Regelunterricht
Regelunterricht bezeichnet die standardmäßig betriebene Form des Lehrens und Lernens in einer Bildungseinrichtung. Er unterscheidet sich insofern von den Sonderformen des Unterrichtens, die unter bestimmten äußeren Umständen oder unter speziellen didaktischen Zielsetzungen vom Regelunterricht abweichen und diesen ergänzen.

## Begriff
Regelunterricht meint eine Unterrichtsform, die „in der Regel“, also standardmäßig, den täglichen Ausbildungsbetrieb einer Institution bestimmt und nach einem festgelegten Stundenplan mit von den Ministerien der Länder festgelegten Bildungsinhalten abläuft. Der Begriff grenzt sich damit von Unterricht in Ausnahmefällen ab, etwa dem sogenannten Distanzunterricht oder Fernunterricht ohne Präsenzpflicht, wie er etwa coronabedingt oder aufgrund des Ukrainekonflikts als Hausunterricht und Einzelunterricht über digitale Medien gestaltet werden kann.

## Kennzeichen
Der Regelunterricht der Regelschule stellt eine Vermittlungsart dar, die als Präsenzunterricht üblicherweise in dafür vorgesehenen Räumlichkeiten wie einem Klassenzimmer, einem Chemielabor, einem Physikraum, einem Zeichensaal oder einer Sporthalle stattfindet. Die Sozialstruktur ist weitestgehend durch homogene Gruppen gekennzeichnet, die als Jahrgänge von Gleichaltrigen oder in Leistungseinheiten zusammengestellt und in einem Klassenrahmen unterrichtet werden. Der Regelunterricht folgt organisatorisch einem vorgegebenen Stundenplan und vollzieht sich im zeitlichen Rahmen von einzelnen, für den Fächerkanon der jeweiligen Einrichtung typischen Schulstunden. Er hat meist einen verpflichtenden Charakter. Als  Führungsstil ist von der Unterrichtslehre ein Sozialintegrativer Unterricht vorgesehen, bei dem Lehrpersonen und Schüler auf einer partnerschaftlichen Ebene miteinander kommunizieren und kooperieren.
Die „Standardform“ des Regelunterrichts, die den Lehr- und Lernbetrieb eines normalen Schulalltags in einer Regelschule ausmacht, unterscheidet sich didaktisch, methodisch und organisatorisch von den sogenannten „Sonderformen“ des Unterrichtens, die als Arbeitsgemeinschaften, Neigungsgruppen, als Wahlunterricht, als Förderunterricht oder Exkursion den Regelunterricht begleiten und ergänzen. Diese Sonderformen erweitern das Spektrum der didaktischen und methodischen Möglichkeiten. Ihr Einsatz empfiehlt sich z. B. zu bestimmten äußeren Anlässen wie der Vorbereitung eines Schulfests oder Sportevents. Er bietet sich an für das Verfolgen spezifischer Zielsetzungen wie das Fördern von Kindern mit besonderen Lernbedürfnissen oder das Bilden von Leistungsgruppen. Dazu kann sich der organisatorische Rahmen des Regelunterrichts verändern, können sich die Sozialformen erweitern in Form von differenzierendem Förderunterricht, von Blockunterricht, Werkstattunterricht, Praktikum, Offenem Unterricht, von Programmiertem Unterricht, Projektorientiertem Unterricht oder Projektunterricht. Es können weitere Methoden zum Einsatz kommen wie der Offene Unterricht oder das Mehrdimensionale Lernen im fächerübergreifenden Unterricht mit der Koppelung mehrerer Fächer bei der Bearbeitung komplexer Themenbereiche. Der Regelunterricht kann unter bestimmten didaktischen Zielsetzungen zu sogenannten außerschulischen Lernorten verlagert werden wie Schullandheimen, Museen, Zoologischen Gärten, Fabriken oder handwerklichen Betrieben.
Die Ausweitung des Regelunterrichts erfordert jedoch meist einen zusätzlichen Aufwand, eine großzügige Ausstattung der Bildungseinrichtung, einen erweiterten Lehrmittelbestand und vor allem eine entsprechende didaktische Ausbildung der Lehrkräfte.

## Schulartabhängigkeit
Unterschiede im Regelunterricht ergeben sich auch aus der jeweiligen Konzeption und pädagogischen oder ideologischen Ausrichtung der verschiedenartigen Schularten und Ausbildungseinrichtungen. So arbeiten etwa Alternativschulen wie Waldorfschulen, Montessorischulen oder Pestalozzischulen und andere Schulen in privater Trägerschaft meist nach anderen pädagogischen, fachlichen und organisatorischen Vorstellungen als die Allgemeinbildenden Schulen. Der Grundschulunterricht unterscheidet sich als weitgehend vorfachlicher Unterricht und mit seinen flexiblen zeitlichen und technischen Abläufen sowie mit seinen didaktischen Voraussetzungen und seinem Lehrpersonal wesentlich vom vorrangig als wissenschaftlich fundierter Fachunterricht vorgesehenen Gymnasialunterricht oder von der auf eine spezielle Berufsausbildung zugeschnittenen Bildung von Lehrlingen oder Studenten oder von der freiwilligen, von der jeweiligen Vorbildung abhängigen Weiterbildung von Erwachsenen.

## Beurteilung
Regelunterricht und Sonderformen sind miteinander Teile eines umfassenden Curriculums innerhalb des Bildungsanspruches, junge Menschen und Bildungswillige in die Lebens-, Berufs- und Arbeitswelt einzuführen. Eine angemessene Vielfalt an Unterrichtsmethoden ist ein Qualitätsmerkmal guten Unterrichts. Als Variationen des Unterrichtens sind sie nicht geeignet, gegeneinander ausgespielt oder gar priorisiert zu werden. Beide dienen als in der wissenschaftlichen Unterrichtslehre erarbeitete und in den Lehrplänen vorgesehene, zu bestimmten Anlässen und unter speziellen Zielsetzungen sinnvolle unterrichtliche Möglichkeiten, das Bildungsangebot vielfältig zu gestalten. Je nach Zielsetzung des Unterrichts, der Gefährlichkeit des zu vermittelnden Stoffes oder gruppendynamischen Fördermaßnahmen kann neben dem sozialintegrativen Unterrichtsstil des Regelunterrichts situationsgerecht auch der Einsatz des lehrerzentrierten oder des schülerzentrierten Unterrichts angemessen und sinnvoll sein.
Entscheidend für ein erfolgreiches Unterrichten im Sinne eines optimalen Bildungsprozesses ist nicht eine bestimmte isolierte und damit einseitige Unterrichtsform, sondern eine Unterrichtsgestaltung, die dank einer guten Ausbildung des Lehrers die Vielfalt der didaktischen Möglichkeiten kennt, die dieser entsprechend der jeweiligen Zielvorstellung kompetent einzusetzen vermag.